# Sauve (rivière)
La Sauve est une rivière de la Drôme, affluent de l'Eygues, et sous-affluent du Rhône.

## Géographie
De 12,7 km de longueur,, la Sauve prend sa source sur la commune de Venterol et se jette dans l'Eygues sur la commune de Nyons. 

## Affluents
Plusieurs affluents rejoignent son cours : 
- Ravin du Grand Devès (Fiche SANDRE n° V5331520) ;
- Ravin du Petit Devès (Fiche SANDRE n° V5331540) ;
- Ruisseau de Grieux (Fiche SANDRE n° V5330680) ;
- Ravin de Jarrus (Fiche SANDRE n° V5331560) ;
- Ravin de Font-Bouillant (Fiche SANDRE n° V5331580) ;
- Ravin des Paréjats (Fiche SANDRE n° V5331600).

## À voir aussi
- l'Eygues
- Rhône